# Nižné Studené pleso
Nižné Studené pleso je ledovcové jezero ve skupině Studených ples ve Velké Studené dolině ve Vysokých Tatrách na Slovensku. Má rozlohu 0,1115 ha, je 50 m dlouhé a 40 m široké. Dosahuje maximální hloubky 0,8 m a objemu 355 m³. Leží v nadmořské výšce 1812 m, což je paradoxně výše než Vyšné Studené pleso. Nižné je označované z toho důvodu, že leží blíže k ústí doliny.

## Okolí
Severovýchodně od plesa se zvedá Strelecká veža.

## Vodní režim
Pleso nemá povrchový přítok ani odtok. Náleží k povodí Studeného potôčiku, který odtéká ze sousedního Vyšného Studeného plesa. Rozměry jezera v průběhu času zachycuje tabulka:
| Rok     | Měření prováděl   | Rozloha ha | Délka m | Šířka m | Hloubka max.m | Objem m³ |
| ------- | ----------------- | ---------- | ------- | ------- | ------------- | -------- |
| 1961–67 | pracovníci TANAPu | 0,100      | 50      | 40      | [ 1 ]         | [ 1 ]    |
| 2005    | Gregor, Pacl      | 0,1115     | [ 1 ]   | [ 1 ]   | 0,8           | 355      |

## Přístup
Pleso není veřejnosti přístupné. Ve vzdálenosti 300 m pod ním prochází  modrá turistická značka z Rainerovy chaty na Zbojníckou chatu, která je přístupná celoročně.